# Pseudocloeon elouardi
Pseudocloeon elouardi is een haft uit de familie Baetidae. De wetenschappelijke naam van de soort is voor het eerst geldig gepubliceerd in 1993 door Gillies.
De soort komt voor in het Afrotropisch gebied.